# Courtémont

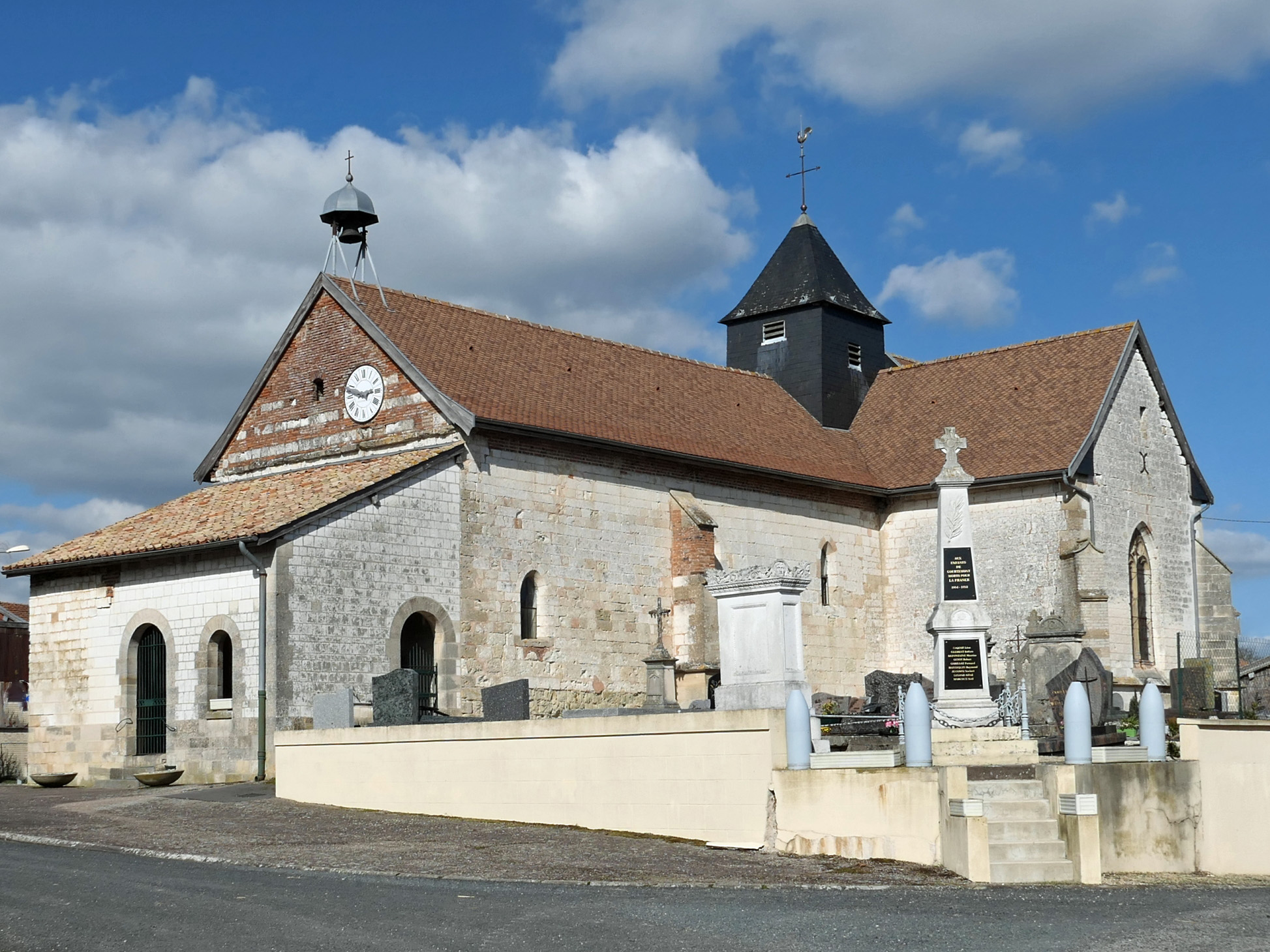
Courtémont

Courtémont ist eine französische Gemeinde mit 62 Einwohnern (Stand 1. Januar 2022) im Département Marne in der Region Grand Est. Sie gehört zum Arrondissement Châlons-en-Champagne und zum Kanton Argonne Suippe et Vesle.

## Lage
Die Gemeinde Courtémont liegt an der Bionne, neun Kilometer nordwestlich von Sainte-Menehould. Sie ist umgeben von folgenden Nachbargemeinden:
| Wargemoulin-Hurlus, Virginy |                                             | Berzieux            |
| Laval-sur-Tourbe            | Kompassrose, die auf Nachbargemeinden zeigt | La Neuville-au-Pont |
| Saint-Jean-sur-Tourbe       | Dommartin-sous-Hans                         |                     |

## Bevölkerungsentwicklung
| Jahr                       | 1962 | 1968 | 1975 | 1982 | 1990 | 1999 | 2008 | 2018 |
| -------------------------- | ---- | ---- | ---- | ---- | ---- | ---- | ---- | ---- |
| Einwohner                  | 140  | 129  | 102  | 102  | 86   | 64   | 66   | 61   |
| Quellen: Cassini und INSEE |      |      |      |      |      |      |      |      |